# Frenz (Inden)

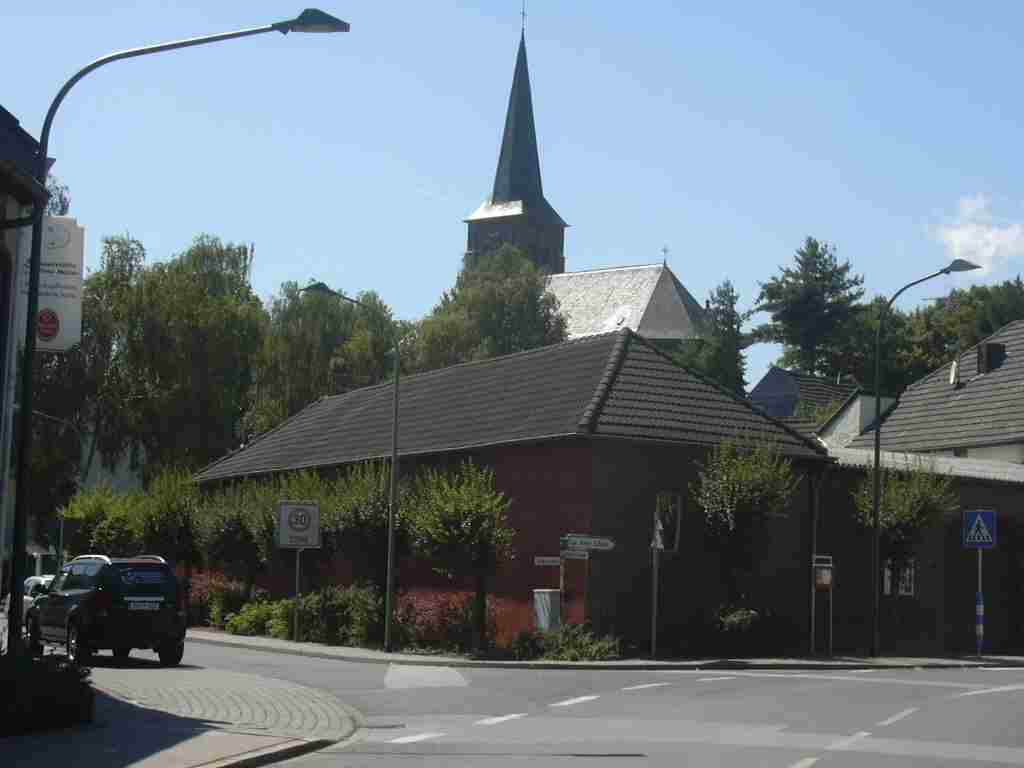
Ortslage

Frenz [fʀɛːnt͡s] [sprich: fräänts] ist seit 1972 ein Ortsteil von Inden im Kreis Düren. Telefonvorwahl ist 02423. Postleitzahl von 1961 an ist 5161 Frenz/über Düren, von 1972 an 5176 Inden und seit 1993 52459 Inden.

## Geschichte

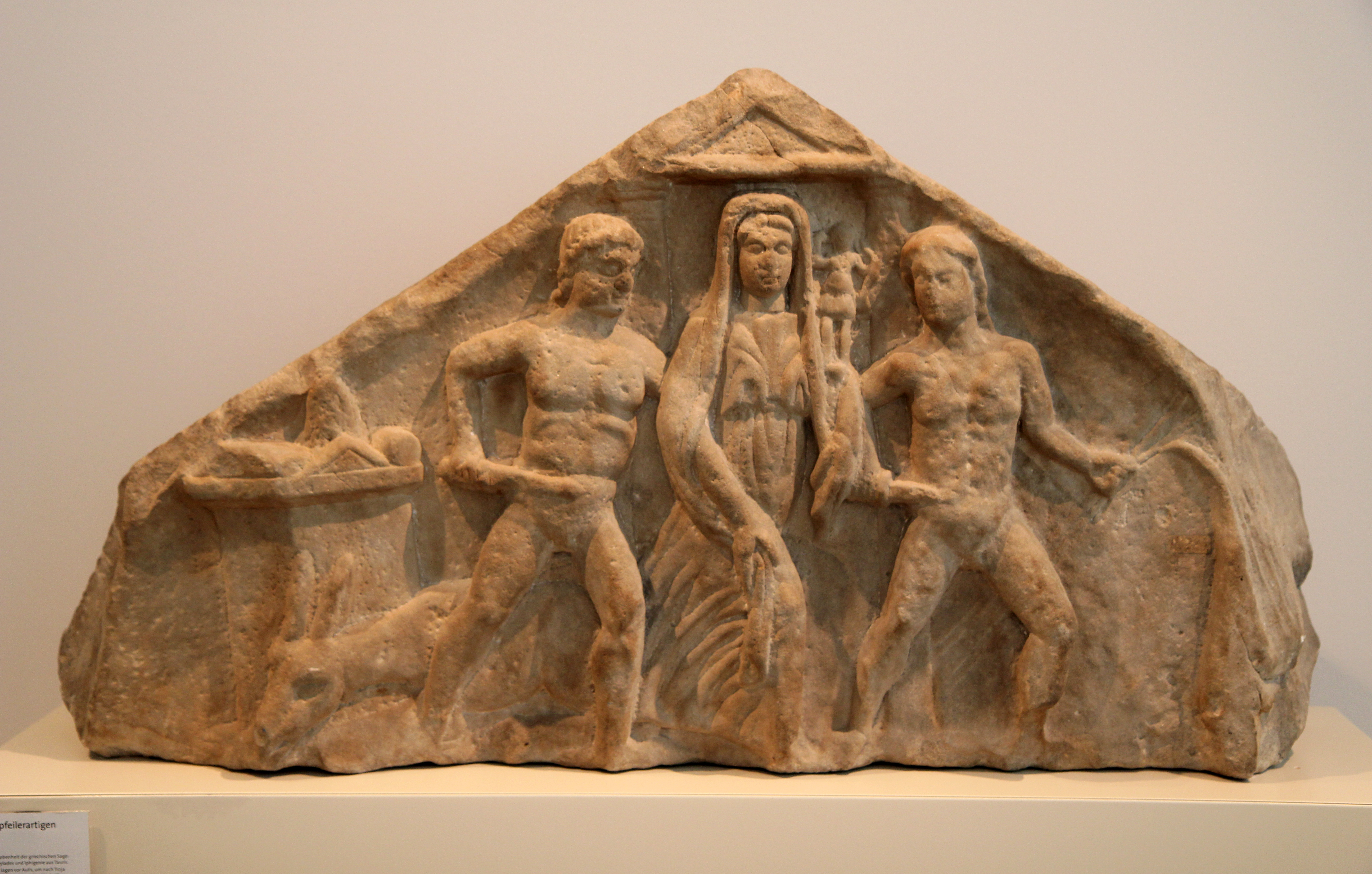
Sandsteingiebel eines römischen Grabhauses

1104 wird Frenz erstmals urkundlich erwähnt. Seit dem 13. Jahrhundert ist eine Kirche überliefert. Im Vermögensverzeichnis der Kölner Erzbischöfe, dem Liber valoris, wird die Frenzer Kapelle 1308 unter dem Dekanat Jülich aufgeführt. 1533 gehört der Ort zur Pfarrei des Nachbarortes Lamersdorf. Eine eigene Pfarrei wird Frenz 1863. Die Anfang des 18. Jahrhunderts errichtete zweischiffige Kirche wird durch ein Erdbeben 1878 schwer beschädigt und später abgerissen.
Ende des 18. Jahrhunderts kommt Frenz an den Kanton Eschweiler im Département de la Roer, 1815 dann an den Kreis Düren im Regierungsbezirk Aachen. Am 1. Januar 1972 wird der Ort nach Inden eingemeindet und gehört seitdem zum Bezirk des Amtsgerichts Jülich. 1999 ist die 1991 begonnene Umsiedlung der Dörfer Altdorf und Inden abgeschlossen und die neu entstandene Ortschaft Inden/Altdorf liegt im Bereich zwischen den wie ein Dreieck angeordneten Dörfern Frenz, Lamersdorf und Lucherberg, wodurch ein Zusammenschmelzen der vier Orte angestrebt wird.
In Frenz wurde der Sandsteingiebel eines römischen Grabhauses aus der 2. Hälfte des 2. Jahrhunderts gefunden. Er ist heute im Rheinischen Landesmuseum Bonn ausgestellt. Auf dem Fundplatz eines römerzeitlichen Wagengrabes wurde beim Wegebau offenbar ein größeres römisches Gräberfeld zerstört. Eine Körperbestattung unweit des Wagengrabes war beigabenlos. Nach einem Bericht von H. Lehner bei den Ortsakten des RAB wurden mehrere beigabenlose Skelette beobachtet.

## Pfarrkirche

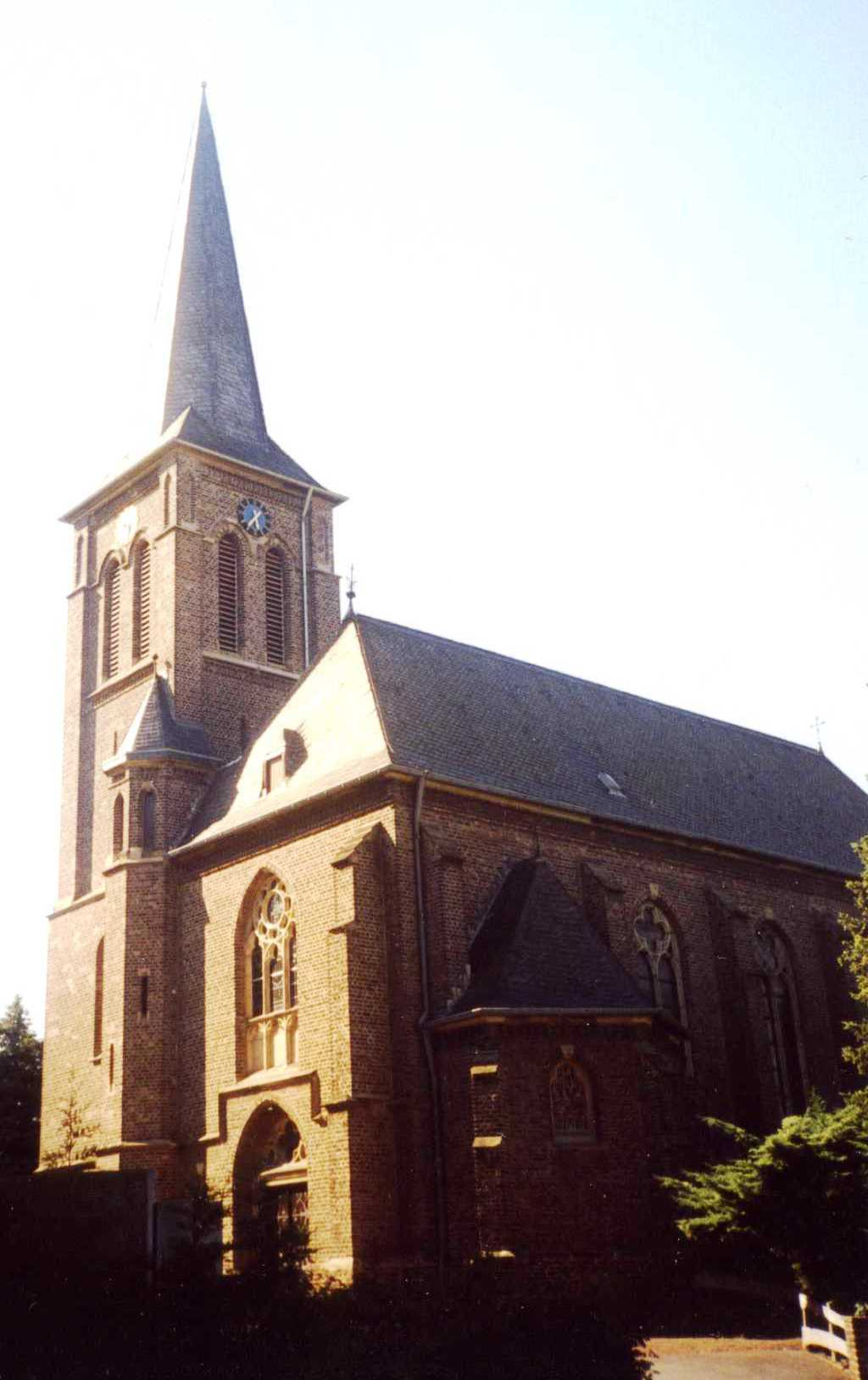
Pfarrkirche St. Nikolaus

Die heutige Pfarrkirche St. Nikolaus wurde 1903 errichtet und beinhaltet Einrichtungsteile der ursprünglichen Eigenkirche der Edelherren von Frenz; Patron ist der Heilige Nikolaus von Myra. Sehenswert ist der Matronenstein Dea Sunucsal. Geweiht wurde die Kirche am 28. Mai 1906. 1999 erhielt die Kirche eine neue Orgel aus der Werkstatt des Schwäbischen Orgelbaumeisters Reinhart Tzschöckel. Sie hat 16 Register auf 2 Manualen und Pedal.

## Burg Frenz

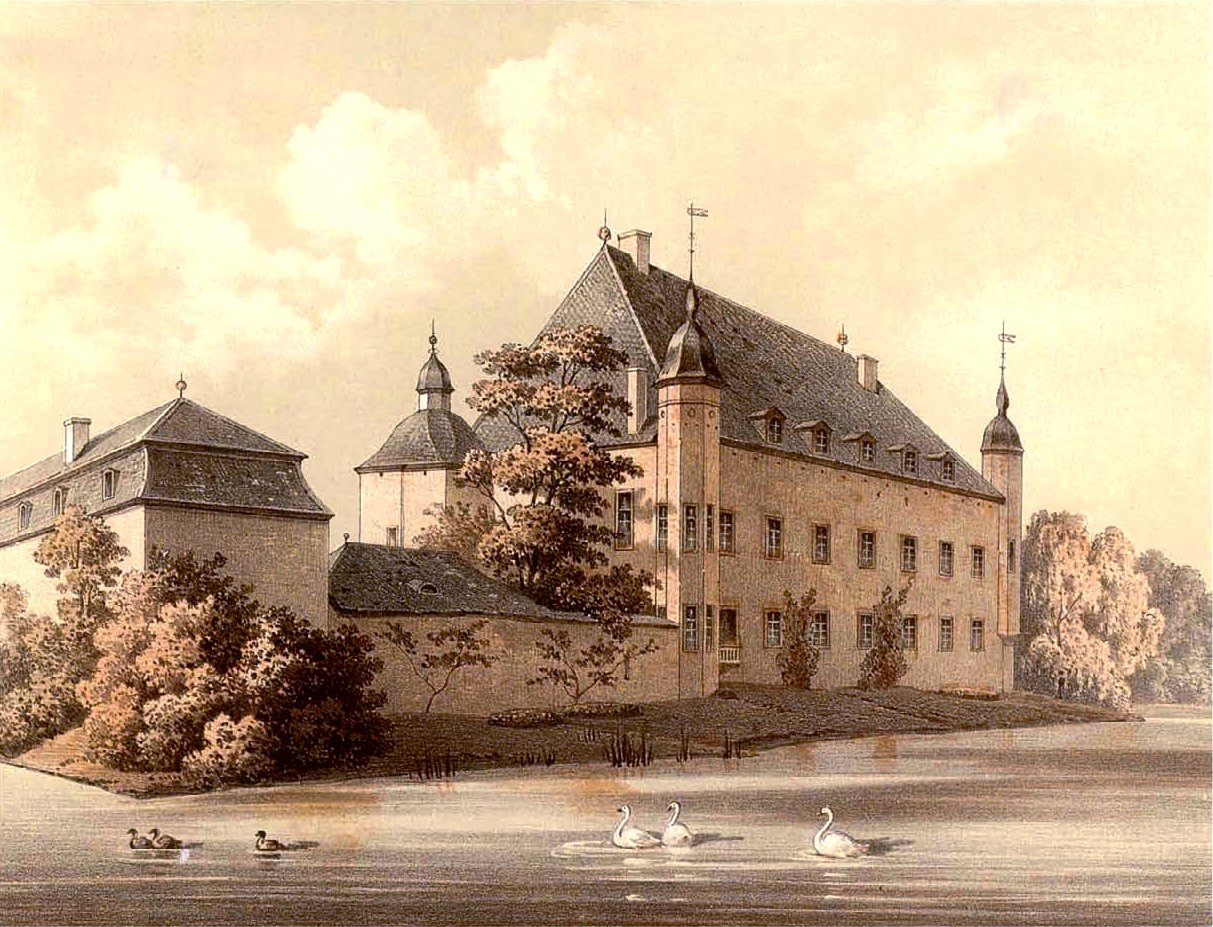
Burg Frenz, zwischen 1857 und 1883

Die Burg Frenz, auch Frenzer Burg genannt, ist der Rest einer Wasserburg an der Inde. Sie war Stammsitz eines gleichnamigen Adelsgeschlechts und kam im 14. Jahrhundert an eine Linie der Familie von Merode, die bis zu ihrem Aussterben 1826 Besitzerin blieb. Von 1840 bis ins 20. Jahrhundert war die Industriellenfamilie Cockerill Eigentümerin des Anwesens. Ihr gehörte auch das nur etwa einen Kilometer nordwestlich liegende Haus Palant. Nach starken Beschädigungen im Zweiten Weltkrieg wurde die Anlage mit Ausnahme der südlichen Vorburg niedergelegt.

## Verkehr

### Schienenverkehr

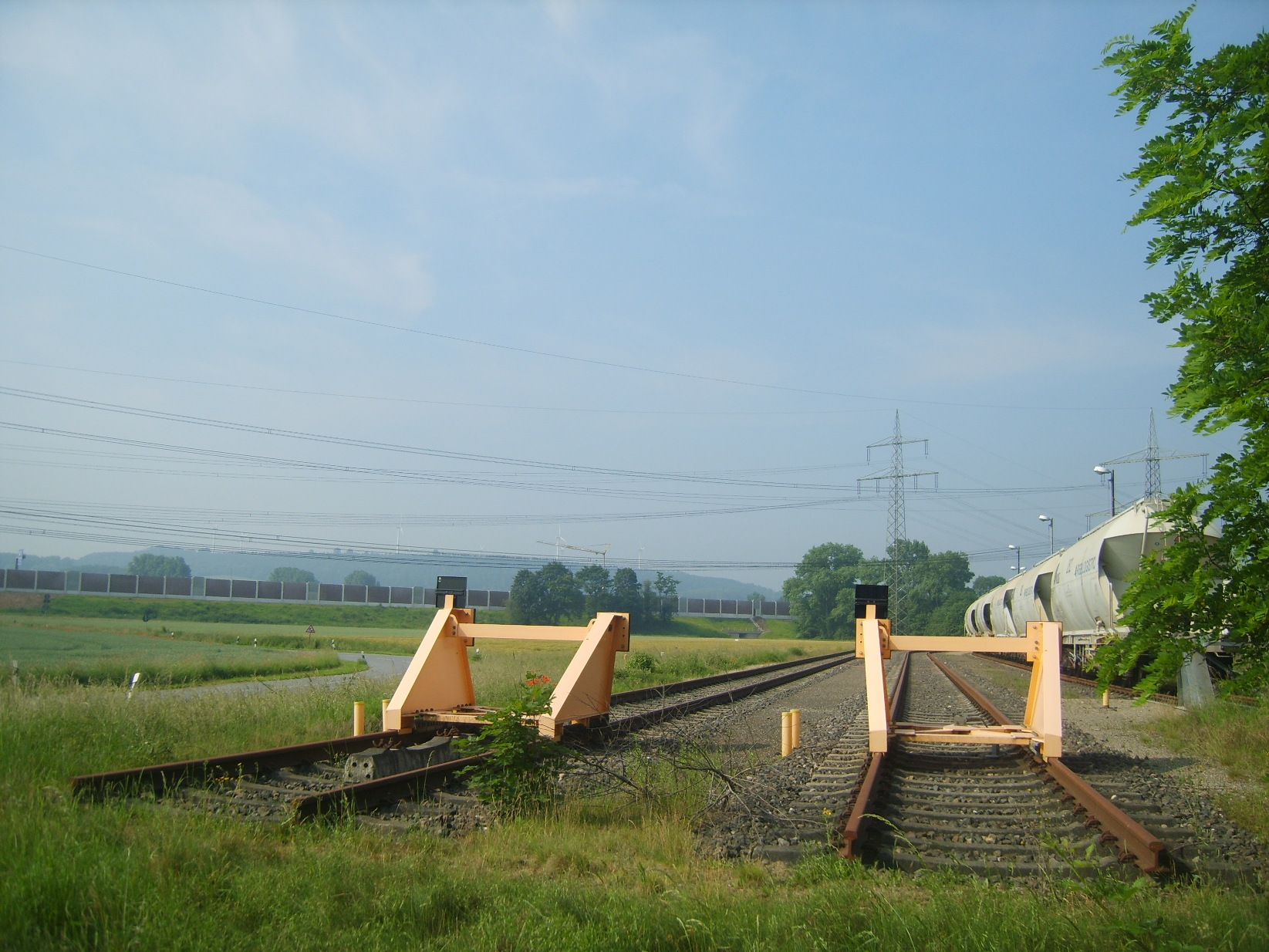
Prellbock der Eschweiler Talbahn in Frenz

Die Anschlussstelle Frenz (Inden) liegt an der Bahnstrecke Mönchengladbach–Stolberg (Eschweiler Talbahn) und dient heute der Versorgung des Braunkohlekraftwerks Weisweiler. Der Haltepunkt Frenz mit Personenbahnsteig östlich der heutigen Prellböcke wurde ab 1914 im Personenverkehr bedient und 1983 mit der Stilllegung abgerissen. Die weitere Strecke in Richtung Jülich ist inzwischen abgebaut und zu weiten Teilen im Tagebau Inden verschwunden. Die Strecke in Richtung Stolberg wird erst ab Eschweiler-Weisweiler im Personenverkehr bedient und wurde 2009 in die andere Richtung bis Langerwehe verlängert.
Die nächsten Personenbahnhöfe sind Langerwehe an der Schnellfahrstrecke Köln–Aachen und Eschweiler-Weisweiler an der Bahnstrecke Mönchengladbach–Stolberg.

### Busverkehr
Die AVV-Buslinien 294 und 296 des Rurtalbus verbinden Lamersdorf mit der Kreisstadt Düren, Inden/Altdorf, Jülich, Weisweiler und den Nachbarorten. Bis zum 31. Dezember 2019 wurden diese Linien vom BVR Busverkehr Rheinland bedient, allerdings mit teilweise anderem Linienverlauf. Zudem verkehren die Schulbuslinie 264 und 269, die nur die Haltestelle "Frenz Unterstraße" bedienen. In den Nächten Freitag auf Samstag und Samstag auf Sonntag verkehrt zudem die Nachtbuslinie N4.
| Linie | Verlauf |
| ----- | --- |
| 264   | (Verstärkerfahrten) Barmen Haus Overbach – Inden/Altdorf – Langerwehe |
| 269   | (Verstärkerfahrten) Inden/Altdorf – Langerwehe |
| 294   | (Jülich Schulzentrum –) Walramplatz – Neues Rathaus – Jülich Bf/ZOB – Kirchberg – Viehöven – Schophoven – Merken – Inden/Altdorf – Lucherberg – Lamersdorf – Frenz – RWE/Kraftwerk – Weisweiler Frankenplatz – Weisweiler Bf |
| 296   | Düren Bf/ZOB – StadtCenter – Kaiserplatz – Gürzenich – Derichsweiler – Schlich – Merode – Pier – Jüngersdorf – Langerwehe Holzstr. – Langerwehe Bf – Luchem – Inden/Altdorf – Lamersdorf – Lucherberg / Frenz                |
| N4    | Nachtbus: nur in den Nächten Fr/Sa und Sa/So Düren Bf/ZOB → Kaiserplatz → Mariaweiler → Schophoven → Inden/Altdorf → Lamersdorf → Langerwehe → Gürzenich                                                                     |

## Vereine
- Deutsches Rotes Kreuz Bereitschaft Frenz
- Jugendsportverein Frenz
- Karnevalsgesellschaft Frenzer Burgnarren
- Maigesellschaft Frenz
- Sankt Sebastianus Schützenbruderschaft